# The Crow (2024)
The Crow is een Amerikaanse superheldenfilm uit 2024, geregisseerd door Rupert Sanders naar een scenario van Zach Baylin en Will Schneider, gebaseerd op de gelijknamige stripserie uit 1989 van James O'Barr. Het wordt het vijfde deel in The Crow-franchise en is een reboot en remake van de gelijknamige film uit 1994. De hoofdrol wordt vertolkt door Bill Skarsgård.

## Verhaal
Eric Draven is een jonge rockgitarist die op een avond thuis samen met zijn verloofde wordt aangevallen en vermoord. Precies een jaar na zijn dood verschijnt er een zwarte kraai op het graf van Eric. Door de kraai staat Eric op uit zijn graf om wraak te nemen op zijn belagers.

## Rolverdeling
| Acteur         | Personage              |
| -------------- | ---------------------- |
| Bill Skarsgård | The Crow / Erik Draven |
| FKA twigs      | Shelly Webster         |
| Danny Huston   | Vincent Roeg           |
| Isabella Wei   | Zadie                  |
| Laura Birn     | Marian                 |
| Sami Bouajila  | Kronos                 |
| Jordan Bolger  | Chance                 |

## Productie
Er was in december 2008 al sprake van de ontwikkeling van een remake/reboot van The Crow, waarbij Stephen Norrington verklaarde dat hij de film zou schrijven en regisseren. In juli 2010 werd Nick Cave er bij gehaald om het scenario te herschrijven en in oktober 2010 werd de hoofdrol aangeboden aan Mark Wahlberg.
Er volgde een ingewikkeld productieproces waarbij verschillende regisseurs, scenarioschrijvers en castleden op verschillende punten betrokken waren. Filmmakers Norrington, Juan Carlos Fresnadillo, F. Javier Gutiérrez en Corin Hardy kregen aanvankelijk een contract om te regisseren, terwijl Bradley Cooper, Luke Evans, Jack Huston en Jason Momoa allemaal werden gecast als Eric Draven tijdens verschillende ontwikkelingsstadia. Bill Skarsgård werd in april 2022 aangekondigd als Draven, samen met Rupert Sanders als regisseur. Enkele dagen later werd FKA twigs aan de cast toegevoegd als de verloofde van Eric Draven.
De filmopnames gingen van start op 13 juli 2022 in Praag, Tsjechië en duurden tot augustus. De studio-opnames gingen door in de Penzing Studios in Penzing, Duitsland.

## Release en ontvangst
The Crow stond gepland om op 7 juni 2024 in première gaan in de Verenigde Staten maar de releasedatum werd verlegd naar 23 augustus 2024. De film ging op 21 augustus 2024 in première in Europa (onder andere België en Nederland). De film kreeg overwegend negatieve kritieken van de filmcritici, met een score van 20% op Rotten Tomatoes, gebaseerd op 97 beoordelingen.

### Kassaopbrengsten
The Crow ging in de Amerikaanse bioscopen in première naast Blink Twice en The Forge met de verwachting van een bruto opbrengst in het openingsweekend van 6 à 9 miljoen Amerikaanse dollars in 2752 bioscopen. De film bracht uiteindelijk 4,6 miljoen dollar op in zijn openingsweekend en eindigde daarmee op de achtste plaats aan de kassa.